# Mizhrichchia
Mizhrichchia (en ucraniano: Міжріччя; en ruso: Междуречье en tártaro de Crimea: Ay Serez, Ай Серез; llamado oficialmente hasta 1945: Ay Seres; en ruso: Ай-Сере́з) es un pequeño pueblo ucraniano de poco más de 500 habitantes ubicado nueve kilómetros al oeste de Sudak (formando parte de su municipio) en el sur de la República Autónoma de Crimea de Ucrania o República de Crimea de Rusia. Su soberanía está discutida con Ucrania, ya que esta no reconoce el referéndum de 2014 sobre su anexión a Rusia. Se localiza en el valle del río Ay Seres, nombre de origen griego.

## Historia

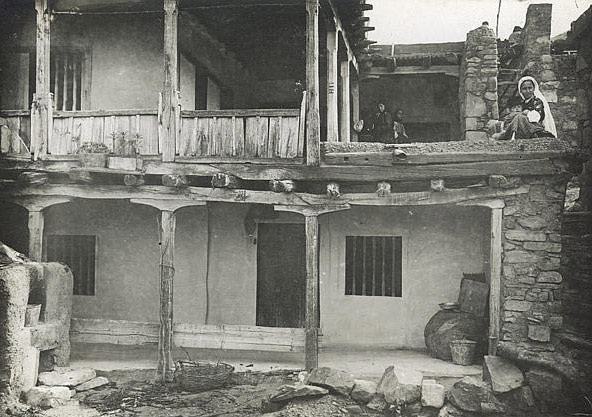
Hogar tártaro hacia principios del.

La localidad, desde su creación hacia el año 1381, ha formado parte del Imperio bizantino, del Kanato de Crimea y del Imperio ruso y su población ha estado compuesta de musulmanes y cristianos. Hacia 1805, todos sus habitantes eran tártaros de Crimea. Un censo hacia 1897 arrojó datos parecidos, de los 1464 habitantes, 1458 de ellos eran tártaros crimeos. Datos similares ocurren también en otros censos. Hacia esa época la ciudad tenía dos mezquitas.
Bajo la Unión Soviética, en 1944 ocurre la deportación de los Tártaros a la actual Uzbekistán. Tras esto, un decreto del Soviet Supremo del 21 de agosto de 1945 renombró la localidad en idioma ruso a su nombre actual (traducido como Mesopotamia). Hacia la década de 1970, ya como parte de la RSS de Ucrania, el poblado formó parte del Municipio de Yalta.

## Personas famosas de Mizhrichchia
- Mustafa Abdülcemil Qırımoğlu, político ucraniano, expresidente del Congreso del Pueblo Tártaro de Crimea.
- Refat Chubarov, actual presidente del Congreso del Pueblo Tártaro de Crimea, su familia era originaria de Ay Seres.[7]